# Mulcent
Mulcent is een gemeente in het Franse departement Yvelines (regio Île-de-France) en telt 111 inwoners (2009). De plaats maakt deel uit van het arrondissement Mantes-la-Jolie.

## Geografie
De oppervlakte van Mulcent bedraagt 3,5 km², de bevolkingsdichtheid is dus 31,7 inwoners per km².
De onderstaande kaart toont de ligging van Mulcent met de belangrijkste infrastructuur en aangrenzende gemeenten.

## Demografie
Onderstaande figuur toont het verloop van het inwonertal (bron: INSEE-tellingen).